# Fairview (Montana)
Fairview è una città degli Stati Uniti d'America situata nel Montana, nella Contea di Richland.